# المنطقة الحرة في مرسين
المنطقة الحرة في مرسين هي منطقة اقتصادية حرة في مرسين، تركيا. تقع المنطقة في منطقة ميناء البحر الأبيض المتوسط مرسين عند احداثيات 36°46′20″N 34°39′00″E / 36.77222°N 34.65000°E.
تأسست المنطقة في 3 يناير 1987. كانت أول منطقة حرة في تركيا. كانت مساحتها الأولية 776 دونم (0.776 كيلومتر مربع ؛ 0.300 ميل مربع) تبلغ المساحة الآن 836 دونم (0.836 كيلومتر مربع ؛ 0.323 ميل مربع). يتم تشغيله بواسطة شركة Mesbaş بطريقة التشييد والتشغيل ونقل الملكية. مع قدرة مناولة 9 ملايين طن من البضائع السائبة و 2.6 مليون طن من البضائع المعبأة في حاويات، بالتالي هي ثاني أكبر منطقة حرة في تركيا.